# ZeptoLab

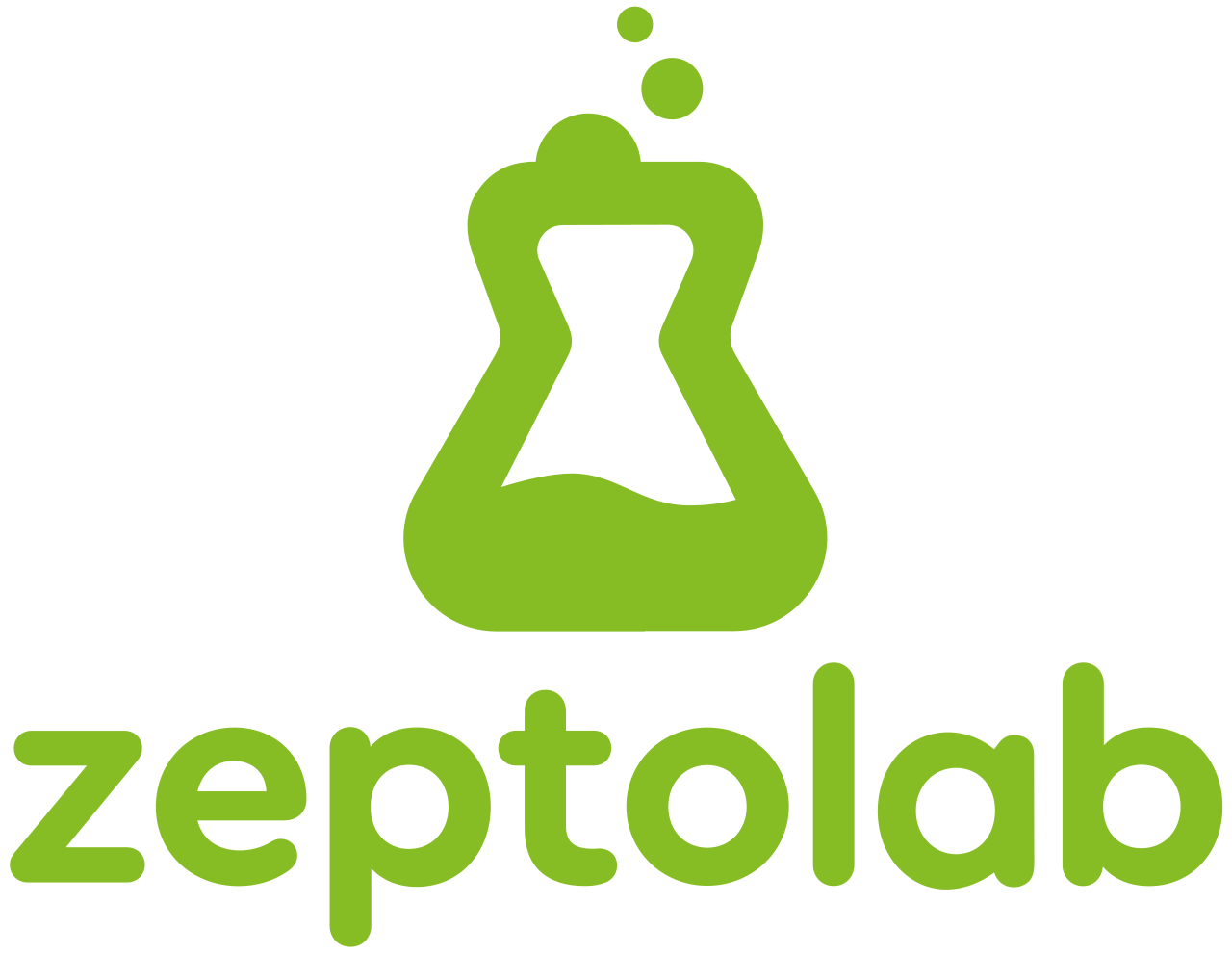
ZeptoLab官方图标

ZeptoLab，是一个西班牙的電子游戏公司，开发的游戏《割绳子》自发布以来已在全球范围内下载超过2.5亿次。公司目前为止已经发布了六个游戏，分别为《割绳子》《割绳子实验版》《割绳子穿越时空版》《布丁怪兽》《盜者之王》以及《C.A.T.S》
公司名稱中的「Zepto」在数学上代表10的負21次方，为微小之意；而Lab即实验室。